# トゴン・テムル
トゴン・テムル（モンゴル語：ᠲᠤᠭᠤᠨᠲᠡᠮᠤᠷ, ラテン文字転写: Toγon Temür）は、モンゴル帝国の第15代カアン（元としては第11代皇帝）。廟号は恵宗であるが、明による追諡である順帝の名称が用いられることが多い。『元史』順帝紀などでは妥懽帖睦爾、清代以降は托歓特穆爾と記される。尊号はウカアト・カアン（中期音、モンゴル語：ᠤᠬᠠᠭᠠᠲᠤ ᠬᠠᠭᠠᠨ, ラテン文字転写: Uqaγatu Qa'an、近現代音ではオハート・ハーン）で、『蒙古源流』『アルタン・ハーン伝』等ではオハート・トゴン・テムル・ハーン（Uqaγatu Toγan Temür Qaγan）、トガン・テムル・ウハート・ハーン（Toγan Temür Uqaγatu Qaγan）と呼ばれている。
至正28年（1368年）に大都を放棄してモンゴル高原に撤退したため、『元史』では同年に帝位を失い、元は滅亡したとして扱われる。一方、モンゴル側ではそれ以降も「大元」を称しており、トゴン・テムルの治世に「元が滅亡した」とするのは明側の一方的な史観に過ぎない。ただし、至正28年の大都失陥自体はモンゴル側でも重大な歴史的事件として見なされており、多くのモンゴル年代記にはトゴン・テムルが大都を失ったことを歌った「恵宗悲歌 (英語: Lament of Toγon temür)」が所収されている。

## 生涯

### 即位以前
父のコシラが暗殺を逃れるためチャガタイ・ハン国に滞在した際に、中央アジア北東部のカルルク系カンルク部族の族長テムデルの娘のマイラダクとの間に長男として生まれた。カルルクは本来チンギス・カン王家姻族ではないため、モンゴル皇族としては生母の出自はあまり良くなかった。
天順元年 / 天暦元年（1328年）、泰定帝崩御後に発生した内乱の際にはモンゴル高原を経て上都に帰還した父の明宗コシラに従い元に戻ったが、明宗の急死によりその弟のトク・テムルが即位する（文宗）と、明宗の長男のトゴン・テムルは宮廷から遠ざけられ、初め高麗の大青島、次いで広西の静江府に流された。
至順3年（1332年）に文宗が崩御すると皇后ブダシリはその遺志に従い明宗の遺児をカアンに擁立することを提案、大都に留められていたトゴン・テムルの弟のリンチンバルが即位したが、わずか2カ月で崩御した。文宗の即位以来政権を掌握していたエル・テムルは文宗の次男のエル・テグスの擁立を計画したが、その母のブダシリがエル・テグスは未だ幼少であることを理由にトゴン・テムルを推挙したため、ブダシリによってトゴン・テムルが広西から召還されることとなった。
エル・テムルには明宗毒殺説もあり、既に13歳となっていたトゴン・テムルがカアンに即位すれば、自らの政治的権力が低下することを恐れその即位を妨害、そのためトゴン・テムルが大都に到着した後も約半年間即位は延期され、至順4年（1333年）春、エル・テムルの病死により、ようやく6月8日に即位することができた。

### 治世前期の政争
即位した恵宗は従弟のエル・テグスを立太子、その母のブダシリが太皇太后として恵宗の後見人としたが、実際にはエル・テムルの死後も軍閥が政権を掌握していた。中でもエル・テムルの死後軍閥中で勢力を拡大したバヤンが中書右丞相に就任、エル・テムルの子であった左丞相テンギスによる反乱を鎮圧すると、朝廷に強い影響力を有するようになった。
恵宗は20歳を過ぎた頃よりバヤンの専権に反発するようになり、至元6年（1340年）、バヤンと対立していたその甥のトクトと協力し、トクトによる政変を実行しバヤンを追放した。この政変の影響でブダシリとエル・テグス母子も追放され、トク・テムル以来政権を掌握してきた旧勢力は一掃されることとなった。至正5年（1345年）に、大都にマリーン朝の旅行家イブン・バットゥータが訪れている。しかし新たにトクトとその父のマジャルタイによる政権が創出されると、その勢力を駆逐すべく至正7年（1347年）、恵宗はマジャルタイ父子の政敵であった泰定帝や明宗の旧臣と協力し、二人を寧州に追放した。しかし強大な政治勢力が新たに生まれることを警戒し至正9年（1349年）には再びトクトを政権復帰させるなど、重臣間の政争に積極的に関与した。
このように中央で政争が続く中、地方では天災と疫病が相次ぎ民心は元から急速に離反していった。至正8年（1348年）には塩に対する厳格な専売制を採用したことにより、専売制に反対する塩の密売商人が中心となった蜂起を契機に反乱が各地で続発した。特に至正11年（1351年）に発生した紅巾の乱は中国全土に波及する大反乱となった。

### 治世後期の混乱
至正14年（1354年）、トクトが紅巾の乱の鎮圧に出撃する際、トクトが強大な軍事力を掌握することを恐れた恵宗はトクトを解任してまたも追放した。これによりカアンとしての権力を回復するが、トクトら中央の軍閥により維持されていた軍事力が瓦解、軍事力は地方軍閥に依存する状態になった。以後、江南を鎮圧するだけの大軍の編成がほぼ不可能となり、後の明の勃興を許す一因になった。
治世前期には重臣間の政争に介入していた恵宗も、その後は次第に朝政への興味を失い政治の混乱は深まることとなった。恵宗はかつて広西の配所で『論語』を学び、自ら詩文や書画を嗜むなど、漢族の文人皇帝に類似した気質があった。恵宗が高麗から広西に流された時代には、彼を帝位から遠ざけたい文宗とエル・テムルの意を受けて学士の虞集により、中央アジアで誕生した恵宗は明宗の実子ではないと宣言されていた時期もあり、民間では南宋最後の皇帝であった恭帝の遺児であり、恭帝死後に親交のあったコシラにより引き取られたとの風聞が流布するようになっていた。またモンゴル皇族に流行していたチベット仏教の秘儀に耽溺するようにもなっていた。
至正13年（1353年）に立太子されていた皇子アユルシリダラが成人すると、皇太子は生母奇皇后の支援を得て政権奪取を計画、カアンに代わって朝政を掌握していたその側近たちと激しく対立し始めた。恵宗はこの政争の調停に影響力を発揮できず、至正24年（1364年）に山西軍閥のボロト・テムルが大都を占拠して皇太子を追放、翌年には河南の軍閥ココ・テムルが皇太子と協力しボロト・テムルを滅亡させることとなった。この内紛の結果、朝廷の政治力と軍事力はほとんど壊滅的な状況となった。

### 北走

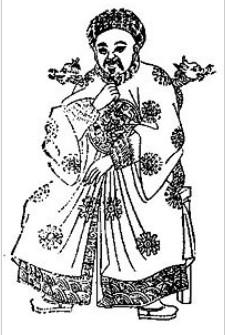
元惠宗

至正28年（1368年）、元軍は江南で反乱勢力を統一し明を建てた朱元璋の北伐軍に敗退した。ココ・テムルも徐達により撃破され、明軍が河北に迫ると恵宗は大都を放棄し上都へ逃れた。しかし翌至正29年（1369年）には上都もまた常遇春率いる明軍により陥落、恵宗は更に北方に位置するモンゴル高原南部の応昌府（現在の中華人民共和国内モンゴル自治区赤峰市ヘシグテン旗）に移った。至正30年（1370年）夏、恵宗は応昌府で崩御し、皇太子アユルシリダラが即位した。
恵宗崩御の段階では元はモンゴル高原を中心に勢力を維持し、東は日本海から西はアルタイ山脈まで支配下に置き、更に甘粛や雲南にも元の皇族や貴族が存在し、明による中国支配は不安定なものであった。しかし明は、トゴン・テムルが大都を放棄した時点で中華王朝としての元は天命を失い滅亡したと見做し、トゴン・テムルに対し「天意に順じ明に帝位を譲った」という意味で順皇帝と追諡した。
明は以降のトゴン・テムルやアユルシリダラを皇帝ではなく単に「元主」と称したが、実際には、トゴン・テムル以降もモンゴル高原では世祖クビライの血を引く者がカアンに即位し、漢風廟号を贈られた。トゴン・テムル以降の元は、中国全土を支配した大元に対し、明の史観を反映して北元と称し区分されている。

## 后妃・子女
- 皇后：ダナシリ（答納失里）- バヤウト部出身。エル・テムルの娘。
- 皇后：バヤン・クトゥク（伯顔忽都）- コンギラト部出身。ボロト・テムルの娘。
  - 子：チンキム
- 皇后：オルジェイ・クトゥク（完者忽都）- 幸州奇氏出身。奇子敖の娘。
  - 子：アユルシリダラ[13]
- 皇后：ムナシリ（中国語版）（木納失里）- コンギラト部出身。